# 湯姆森峰 (帕爾默地)
75°16′S 72°26′W / 75.267°S 72.433°W
湯姆森峰（Thomson Summit），是南極洲的山峰，位於帕爾默地，處於古德曼山和錢德勒山之間，屬於貝倫特山脈的一部分，海拔高度1,515米，現時由南極條約體系管理。